# ابربرخورددهنده (آلبوم)
ابَربرخورددهنده (به انگلیسی: Super Collider) چهاردهمین آلبوم استودیویی گروه ترش متال آمریکایی مگادث است. این آلبوم در ۴ ژوئن ۲۰۱۳ منتشر شد و اولین آلبوم مگادث تحت انتشار تریدکرفت (ناشر یونیورسال که برای خواننده دیو ماستین ایجاد شد) محسوب می‌شود. در ایالات متحده، نسخه ویژه آلبوم منحصراً از طریق خرده‌فروشان بست بای در دسترس قرار گرفت. دیوید دریمن خواننده دیستربد در آلبوم به صورت مهمان حضور دارد. این آخرین آلبوم گروه با حضور درامر شاون دروور و گیتاریست کریس برادریک است که هر دو در نوامبر ۲۰۱۴ جدا شدند.
این آلبوم نقدهای متفاوتی از منتقدان دریافت کرد و تا اوت ۲۰۱۴ در متاکریتیک امتیاز ۴۱/۱۰۰ را داشت. این آلبوم به رتبه ششم بیلبورد ۲۰۰ رسید و تا دسامبر ۲۰۱۵ بیش از ۸۶٬۰۰۰ نسخه در ایالات متحده فروخته است.